# Plaid Cymru
Partia Walii (wal. Plaid Cymru [plaɪd ˈkəmri]; ang. The Party of Wales) – centrolewicowa partia polityczna w Walii popierającą idee niepodległościowe. Należy do Wolnego Sojuszu Europejskiego.
Plaid Cymru została założona w 1925, po raz pierwszy zdobyła mandat w Parlamencie Zjednoczonego Królestwa w 1966. Plaid Cymru posiada jedno z czterech walijskich miejsc w Parlamencie Europejskim (od 1999 roku reprezentuje ją w PE Jill Evans), 3 z czterdziestu walijskich miejsc w Parlamencie Zjednoczonego Królestwa, 15 z sześćdziesięciu miejsc w Walijskim Zgromadzeniu Narodowym, gdzie jest młodszym partnerem Wales Labour Party (Llafur Cymru) i kontroluje 1 z 22 walijskich władz lokalnych. Według Electoral Commission z 2004, partia posiada przychód i wydatki rzędu 500 000 funtów.
Przywódcą partii po Leanne Wood jest od 2018 Adam Price.

## Założenia Partii
Plaid Cymru ma pięć głównych celów:
- Promować rozwój konstytucji w kierunku uzyskania niepodległości Walii w Unii Europejskiej.
- Zapewnić ekonomiczny dobrobyt, sprawiedliwość cywilną, ochronę środowiska naturalnego.
- Budować wspólnotę narodową w oparciu o równouprawnienie i respektowanie odmienności kulturowej i tradycyjnej, niezależnie od rasy, narodowości, płci, koloru skóry, orientacji seksualnej, wieku, wyznania, niepełnosprawności lub pochodzenia społecznego.
- Kreowanie dwujęzycznej społeczności w Walii, promując odrodzenie języka walijskiego.
- Promowanie wkładu Walii do globalnej społeczności oraz uzyskanie członkostwa w Organizacji Narodów Zjednoczonych.